# Festival de Cinema de Kitzbühel
El Festival de Cinema de Kitzbühel és un festival internacional de cinema d'Àustria centrat en cineastes emergents que té lloc a Kitzbühel/Tirol l'última setmana d'agost de cada any.
El Festival de Cinema de Kitzbuehel ofereix a cineastes de tot el món l'oportunitat de mostrar, discutir i promocionar les seves obres. El festival inclou seccions competitives de ficció' nacional i internacional ' i Llargmetratges documentals, així com curtmetratges i un grup de seccions fora de competició, com ara Spotlights, In Persona, Heimat, Curts d'esport de muntanya i una Retrospectiva.
Es posa especial èmfasi en les pel·lícules de la Unió Europea i, a partir del 2017, el Film Festival Kitzbuehel ha entrat en col·laboracions amb el Festival Internacional de Cinema de Transsilvània,el Festival Internacional de Cinema de Sofia, i el Festival de Cinema de Bolzano

## Història
El Festival de Cinema de Kitzbuehel va ser fundat el 2012 per Michael Reisch, Kathryn Perotti, Nina Hipfl-Reisch, Mike Mayr-Reisch, Josef Obermoser i Roman Benedetto. Des de la seva primera edició el 2013, el festival ha atret un nombre creixent de convidats i participants internacionals.
La seva ubicació, la ciutat alpina de Kitzbuehel, abans era coneguda principalment pels esports d'hivern. La setmana del festival compta amb moments destacats com el "Drive-In Cinema" que mostra clàssics del cinema, així com una projecció al cinema més alt d'Europa (a 1.670 m), a Kitzbuehler. Banya. El 2018 el festival de cinema va iniciar projeccions al nucli antic de Kitzbuehel, anomenat "Cinema a la ciutat", que és gratuït i obert a tothom. IEl febrer de 2016, el Festival de Cinema de Kitzbuehel va ser acreditat per la FIAPF (Federation Association Internationale des Producteurs de Films) com a festival de llargmetratges competitiu.

## Script Lab ("Drehbuchklausur")
El laboratori de guió, organitzat i organitzat per la Fundació FFKB, és un taller d'escriptura de guions de 20 dies, on els guionistes poden desenvolupar guions i presentar el seu treball. El laboratori de guions pretén oferir als cineastes d'Àustria i d'Europa germanòfona l'oportunitat de treballar en les seves creacions amb col·legues, tutors i experts de la indústria cinematogràfica nacional i internacional, així com d'intercanviar idees i fer xarxa.

## Premis
2013
- Millor llargmetratge narratiu — Tutti giù
- Millor llargmetratge documental: The Bengali Detective
- Millor curtmetratge: The Acrobat
- Premi del públic: Smash & Grab
- Millor nouvingut austríac: Erdbeerland
- Retrospectiva — Billy Wilder

2014
- Millor llargmetratge narratiu — Meeres Stille
- Millor llargmetratge documental — Homme Less
- Millor curtmetratge — Bully
- Premi del públic: Grey Sheep /
- Millor nouvingut austríac: Attention - A Life in Extremes
- Retrospectiva — Mario Adorf

2015
- Millor llargmetratge narratiu — Keep in Touch
- Millor llargmetratge documental — Unversöhnt
- Millor curtmetratge: So schön wie Du
- Premi del públic — Mein blindes Herz
- Millor nouvingut austríac: Pitter Patter Goes My Heart
- Retrospectiva — Felix Mitterer

2016
- Millor llargmetratge narratiu — Ema [19]
- Millor llargmetratge documental — Raving Iran [20]
- Millor curtmetratge — Lightningface [21]
- Premi del Públic — Where to, Miss?
- Millor nouvingut austríac — Die Last der Erinnerung
- Millor curt d'esports d'hivern — Snowflake
- Retrospectiva — Peter Ustinov

2017
- Millor llargmetratge narratiu — Amok [22]
- Millor llargmetratge documental: A Young Girl in Her 90s
- Millor curtmetratge — Hycel [23]
- Premi del públic —– Painless [24]
- Millor nouvingut austríac — Lacrimosa [25]
- Millor curt d'esports d'hivern: The White Maze /
- Retrospectiva i 1r Premi Honorífic — Joseph Vilsmaier

2018
- Millor llargmetratge narratiu — Adam (Ger, , , )
- Millor llargmetratge documental — Nos llaman guerreras (, EUA, )
- Millor director austríac (Premi ÖFI i FFKB) — Heimweh  i ex-aequo Bruder Jakob, schläfst du noch?
- Millor curtmetratge — Retouch
- Millor curt documental — Unforgiveable (, , )
- Premi del públic — der Minusmann: Die Doku
- Millor nouvingut austríac: Entschuldigung, ich suche den Tischtennisraum und meine Freundin
- Millor curt d'esport de muntanya -- Ya Mas -- Snowmads in Greece (bandera|Grècia}}, )
- Premi Retrospectiu i Honorífic —- Marie Bäumer

2019
- Pel·lícula d'obertura — Es hätte schlimmer kommen können - Mario Adorf de Dominik Wessely
- Millor llargmetratge narratiu — Nevrland de Gregor Schmidinger
- Millor llargmetratge documental: Una altra vida de Jan Prazak (, )
- Millor director austríac (Premi ÖFI i FFKB) - Caviar d'Elena Tikhonova
- Millor productor austríac: Womit haben wir das verdient d'Eva Spreitzhofer
- Millor curtmetratge — The Christmas Gift de Bogdan Muresanu (, )
- Premi del públic – Dream State d'Asger K. Bartels ()
- Millor nouvingut austríac: Der Wächter d'Albin Wildner
- Premi Retrospectiu i Honorífic — Helmut Berger

2020
- Pel·lícula d'obertura — Narzisst und Goldmund — de Stefan Rusowitzky
- Millor llargmetratge narratiu — Ein bisschen bleiben wir noch d'Arash T. Riad
- Millor llargmetratge documental — Lost in Memories de Ruud Lenssen
- Millor director austríac (Premi ÖFI i FFKB) — Safety 123 de Julia Gutweniger
- Millor productor austríac: Rettet das Dorf de Teresa Distelberger
- Millor curtmetratge: Matriochkas de Bérangère McNeese, Stefan Langthaler ,
- Premi del públic: Mar Verd d'Angeliki Antonious
- Millor nouvingut austríac: Fabiu de Stefan Langthaler
- Premi Retrospectiu i Honorífic — Veronika Ferres

2021
- Millor pel·lícula: The Saint of the Impossible de Marc Wilkins (Joseph-Vilsmaier-Preis)[29]
  - Menció honorífica: Submission de Leonardo Antonio i Rain de Janno Jürgens
- Millor documental: Bilder (m)einer Mutter de Melanie Lischker
- Millor curtmetratge: Ligie de Aline Magrez
  - Menció especial: pels èxits d'actuació a Habit de Kevin W. Koehler
- Millor curt documental: Überleben de Lara Milena Brose i Kilian Armando Friedrich
- Mountain Sports Shorts: Without a Paddle de Nick Katthar
- Millor director austríac: Jannis Lenz per Soldat Ahmet[30][31]
- Millor producció austríaca: Sebastian Brauneis per 3 Freunde 2 Feinde i Thomas Christian Eichtinger per Ein Clown/Ein Leben
- Premi Jove Talent Austríac: Franziska Pflaum per Im Universum geht keiner verloren
  - Menció especial: Marie Luise Lehner per Geh Vau Film
- Premi del públic: Domingo de Raúl López Echeverría
- Premi honorífic: Felix Mitterer[32]

2022
- Millor llargmetratge: Carajita de Silvina Schnicer i Ulises Porra (premi Joseph-Vilsmaier)[33]
- Millor pel·lícula documental: Mein Vater, der Fürst de Lila Schwarzenberg i Lukas Sturm
- Millor curtmetratge: Hollywood de Leni Gruber i Alex Reinberg
- Millor curt documental: Ding de Pascale Egli i Aurelio Ghiradelli
- Premi Jove Talent Austríac: Mark Gerstdorfer per Die unsichtbare Grenze
- Millor curtmetratge Tirol: Gerwentil
- Premi del Públic: Das Neue Normal von Oliver Haas und Stefan Müller
- Premi honorífic: Heiner Lauterbach[34][35]
- Millor director austríac: Clara Stern per Wenn wir die Regeln brechen/Breaking the Ice[36][37]
- Millor producció austríaca: Loredana Rehekampff i Livia Graf per Rubikon[36][37]

2023
- Millor llargmetratge (Joseph-Vilsmaier-Preis): Inventory de Darko Sinko[38]
- Millor pel·lícula documental: The Chalice. Of Sons and Daughter, de Catalina Tesar i Dana Bunescu, guió de Catalina Tesar[39][40]
- Millor curtmetratge: Franky de Catharina Lott[39]
- Millor curt documental: Haulout d’Evgenia i Maxim Arbugaeva[39]
  - Menció honorífica: Angelique d’Elisabeth Kratzer[39]
- Mountain Sport Shorts: Hermann Huber - Vom Wert der Zeit de Tom Dauer[39]
  - Menció honorífica: Riding the Hypetrain de Florian Handschuh[39]
- Premi Jove Talent Austríac: Yana Eresina per Until i lie still[39]
- Premi del Públic: Die Vermieterin de Sebastian Brauneis[38]
- Premi honorífic: Aglaia Szyszkowitz[41][42]
- Millor director austríac: David Wagner per Eismayer[38]
- Millor producció austríaca: Edelweiss de Stella Radovan i Reza Majdodin (càmera/edició)[38]